# SN 2006ta
SN 2006ta – supernowa typu Ia odkryta 19 listopada 2006 roku w galaktyce A032950+0017. W momencie odkrycia miała maksymalną jasność 22,00m.